# Nordwestrumänien

Nordwestrumänien

Nordwestrumänien (rumänisch Nord-Vest) ist eine der acht Planungsregionen in Rumänien auf der Ebene NUTS 2. Wie andere Entwicklungsregionen hat sie keine Verwaltungsbefugnisse. Ihre Hauptaufgabe ist die Koordinierung regionaler Entwicklungsprojekte und die Verwaltung von EU-Mitteln.

## Geografie
Die Region besteht aus folgenden sechs Kreisen:
- Kreis Bihor
- Kreis Bistrița-Năsăud
- Kreis Cluj
- Kreis Maramureș
- Kreis Satu Mare
- Kreis Sălaj

## Demografie
Die Einwohnerzahl lag im Jahr 2021 bei 2.536.222 Personen auf ca. 34.160 km². Die Region ist eine der ethnisch vielfältigsten in Rumänien: 74,9 % der Bevölkerung sind Rumänen, 18,3 % sind Ungarn, 4,6 % sind Roma und 2,1 % gehören anderen Ethnien an, darunter Rumäniendeutsche und Ukrainer.

### Bevölkerungsentwicklung
| Jahr             | Einwohnerzahl |
| ---------------- | ------------- |
| 1977 (Zensus)    | 2.786.498     |
| 1992 (Zensus)    | 2.909.669     |
| 2002 (Zensus)    | 2.740.064     |
| 2011 (Zensus)    | 2.600.132     |
| 2021 (Schätzung) | 2.536.222     |

## Wirtschaft
Im Jahr 2019 lag das regionale Bruttoinlandsprodukt je Einwohner, ausgedrückt in Kaufkraftstandards, bei 64 % des Durchschnitts der EU-27.